# Broń współczesna

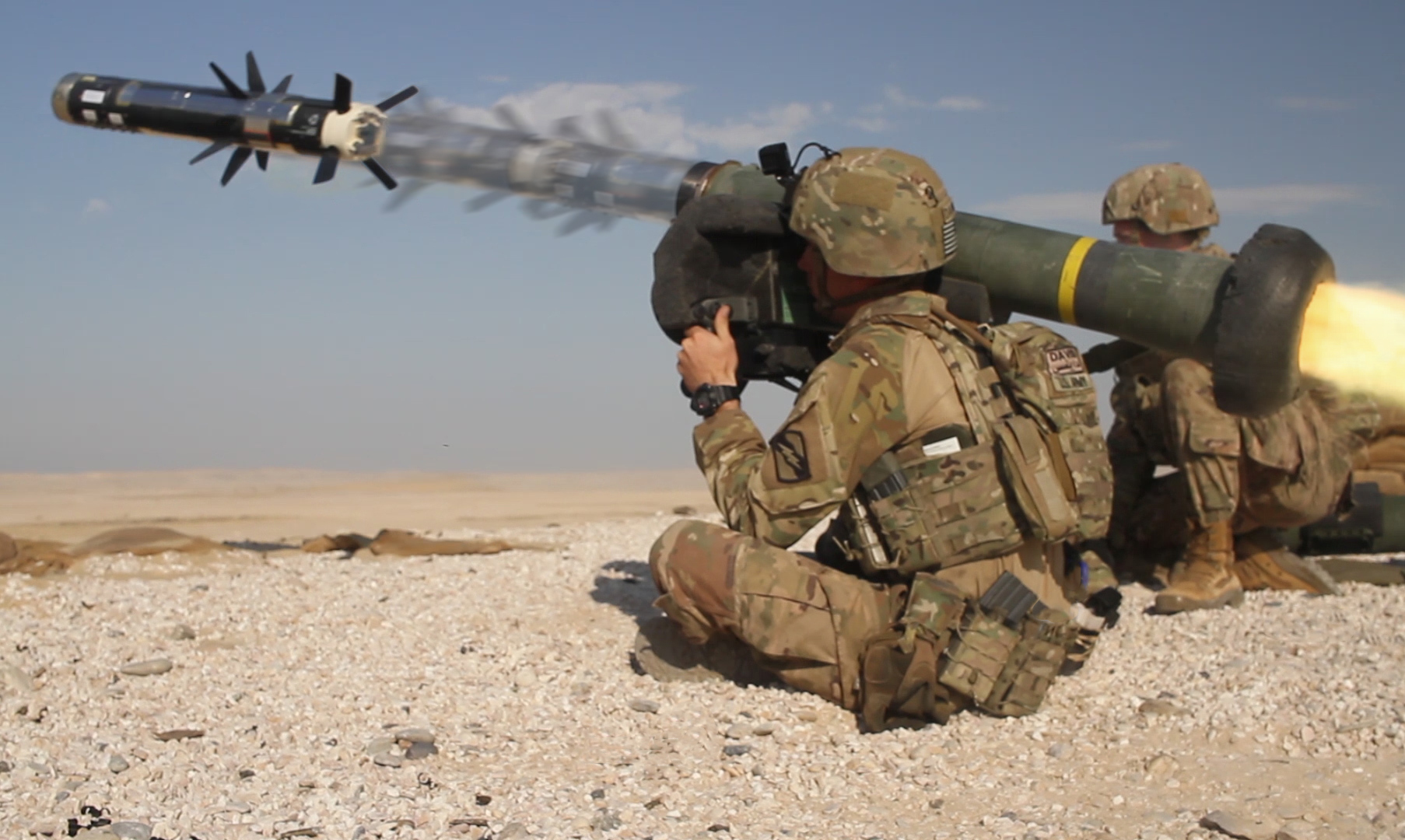
Broń współczesna

Broń współczesna – ogólna nazwa broni wytwarzanej i stosowanej w okresie współczesnym.
Charakteryzuje się wyższą efektywnością w porównaniu do broni dawnej. Dominującą rolę w tym okresie odgrywa broń palna, a zmarginalizowana zostaje broń ochronna oraz broń biała z wyjątkiem bagnetu w piechocie oraz lancy i szabli w kawalerii, które przetrwały do XX w. Zaczęły powstawać nowe rodzaje broni: czołgi, samoloty, broń chemiczna, broń biologiczna, rakietowa, broń masowego rażenia. Połowę XIX w. przyjęto jako początek okresu współczesnego, w którym wprowadzono karabiny odtylcowe strzelające nabojami zespolonymi (np. Dreyse wz.41) w miejsce odprzodowej kapiszonowej broni strzeleckiej. W tym samym czasie gładkolufowe, odprzodowe, spiżowe działa artyleryjskie powoli zastępowano bruzdowanymi, odtylcowymi działami staliwnymi, które strzelały wydłużonymi pociskami walcowymi. Zaczęto udoskonalać broń palną w celu zwiększenia jej szybkostrzelności, donośności, trwałości, manewrowości i niezawodności działania. W efekcie w końcu XIX w. doszło do upowszechnienia palnej szybkostrzelnej broni strzeleckiej oraz dalekonośnej broni artyleryjskiej.
Stało się to dzięki wielu innowacjom, do których należą:
- działo o gładkościennej stalowej lufie (J. Mayer–1844),
- odprzodowe działo bruzdowane z zamkiem klinowym (G. Cavalli–1846),
- walcowe pociski działowe wystrzeliwane z luf bruzdowanych,
- wykorzystanie odrzutu do otwarcia zamka (Bessemer–1853),
- rewolwerowa łuska miedziana z bocznym zapłonem (Lefaucher–1853),
- działo odprzodowe z lufą bruzdowaną i zamkiem klinowym (W. G. Armstrong–1855),
- sposób wytapiania wysokogatunkowej stali (Bessemer–1855),
- wyprodukowanie pierwszego rewolwera na nabój z łuską o centralnym zapłonie (nabój Floberta) przez firmę Smith and Wesson w 1857,
- pierwszy hamulec wylotowy (1860),
- materiał kruszący – trotyl (Wilbrand–1863),
- łuska mosiężna z centralnym zapłonem, ze spłonką i kowadełkiem (H. Berden–1865),
- karabin powtarzalny (Vetterli–1869),
- łuska działowa (Refye–1870),
- armata przeciwbalonowa (firma Krupp–1870),
- armata z krótkim odrzutem lufy wyposażona w hydrauliczny opornik i sprężynowy powrotnik (W. Baranowski–1872),
- zamek działowy z uszczelniaczem plastycznym (Ch.R. Bange–1872),
- stalowe łoże działowe (1874),
- wprowadzenie pierścieni wiodących i centrujących w pociskach artyleryjskich (1877),
- szybkostrzelna armata polowa (Hotchkiss M1879) z zamkiem rewolwerowym (firma Hotchkiss–1879),
- karabin maszynowy (H.S. Maxi–1833),
- proch bezdymny nitrocelulozowy (P. Vielle–1886),
- nabój z prochem bezdymnym i karabin powtarzalny Lebel wz. 1886,
- proch bezdymny nitroglicerynowy (A. Nobel–1888),
- oporopowrotnik hydropneumatyczny (K. Haussner–1888).

Przesłanki do rozwoju broni o zwiększonej donośności stworzyła większa o 2,5–3 razy siła prochu bezdymnego w stosunku do prochu czarnego, a wyeliminowanie zadymienia podczas strzału motywowało do podjęcia prac nad zwiększeniem szybkostrzelności. Pierwsze wzory pistoletów i karabinów samopowtarzalnych skonstruowanych przez Manlichera, Mausera i Browninga pojawiły się w latach 1891–1900. Francuska firma Schneider w 1897 rozpoczęła produkcję armaty polowej wz. 1897, którą wyposażono w hydrauliczny opornik i pneumatyczny powrotnik, dzięki którym uznano ją za najskuteczniejsze działo I wojny światowej i była jeszcze stosowana podczas II wojny światowej. Podczas I wojny światowej Niemcy skonstruowali 210 mm stacjonarną armatę przeciwparyską i 420 mm moździerz oblężniczy (Gruba Berta) w wersji ciągnionej i stacjonarnej. Po wprowadzeniu broni pancernej zaczęły zanikać ciężkie działa stacjonarne, a te o wielkiej mocy instalowano głównie na platformach kolejowych i okrętach.  Najpotężniejszym z nich o kalibrze 800 mm była używana w II wojnie światowej niemiecka armata kolejowa (Dora).
W okresie międzywojennym zostały wprowadzone armaty przeciwlotnicze i działa bezodrzutowe, a działa polowe przystosowywano do trakcji samochodowej i powstawały działa samobieżne. Broń strzelecką zróżnicowano na najcięższe, ciężkie, lekkie i ręczne karabiny maszynowe. Wprowadzono karabinki automatyczne do naboju pośredniego.
Po II wojnie światowej broń artyleryjską zaczęto usamobieżniać i automatyzować oraz konstruować zestawy artyleryjskie wyposażone w radiolokacyjne urządzenia wykrywające i śledzące cele, przeliczniki i układy naprowadzania oraz zostały wprowadzone celowniki noktowizyjne, dalmierze laserowe i układy kierowania ogniem. Działa samobieżne i czołgowe wyposażono w samoczynne układy zasilające w amunicję. W 1961 wprowadzono w broni strzeleckiej małokalibrowy nabój pośredni kalibru 5,56 mm.
Współcześnie rozwój broni prowadzony jest w dwóch kierunkach. W pierwszym udoskonala się konstrukcje klasyczne przystosowane do istniejącej amunicji, co przejawia się stosowaniem nowych materiałów konstrukcyjnych w postaci metali lekkich i tworzyw sztucznych, nowych układów konstrukcyjnych (Bullpup), tańszych technologii oraz udoskonalaniem istniejących. W drugim kierunku wprowadza się zupełnie nowe konstrukcje broni, w której najbardziej zaawansowane są prace nad wprowadzeniem broni przystosowanej do amunicji bezłuskowej (G11, LRMG) oraz nad bronią zasilaną płynnym materiałem miotającym.